# Kobayakawa Takakage
Kobayakawa Takakage (小早川 隆 景, 1533-26 juillet 1597) est un samouraï au service de Hideyoshi Toyotomi durant l'époque Sengoku au Japon et le fils de Mōri Motonari. Adopté par le chef du clan Kobayakawa, Takakage prend son nom et succède à son père adoptif pour devenir chef du clan Kobayakawa après sa mort en 1545.
En tant que chef du clan Kobayakawa, il élargit le territoire du clan dans la région de Chūgoku (Honshū ouest), et se bat pour les Mōri dans toutes leurs campagnes. Il s'oppose également à la fois aux seigneurs Nobunaga Oda et à Hideyoshi Toyotomi.
Bien qu'il soit opposé à Hideyoshi, il lui jure fidélité et entre à son service, ce dont il est récompensé avec des domaines dans la province d'Iyo sur l'île de Shikoku et la province de Chikuzen, d'un montant total de revenus de 350 000 koku.
Takakage prend part à l'invasion de Hideyoshi à Shikoku, à Kyūshū et en Corée. Il adopte Kobayakawa Hideaki, autrefois un fils adoptif de Hideyoshi, et le nomme successeur du clan.

## Source de la traduction
- (en) Cet article est partiellement ou en totalité issu de l’article de Wikipédia en anglais intitulé « Kobayakawa Takakage » (voir la liste des auteurs).